# 圣皮埃尔当特勒蒙 (萨瓦省)
圣皮埃尔当特勒蒙（法語：Saint-Pierre-d'Entremont，法語發音：[sɛ̃ pjɛʁ dɑ̃tʁəmɔ̃] ⓘ）是法国萨瓦省的一个市镇，与伊泽尔省的同名市镇相邻，属于尚贝里区。

## 地理
圣皮埃尔当特勒蒙（45°25'2"N, 5°51'15"E）面积18.36 平方千米，位于法国奥弗涅-罗讷-阿尔卑斯大区萨瓦省，该省份为法国东部省份，历史上为薩伏依的一部分，北起上萨瓦省，西接伊泽尔省和安省，南部和东部与上阿尔卑斯省和意大利接壤。
与圣皮埃尔当特勒蒙接壤的市镇（或旧市镇、城区）包括：圣玛丽迪蒙、圣皮埃尔当特勒蒙、科尔贝勒。

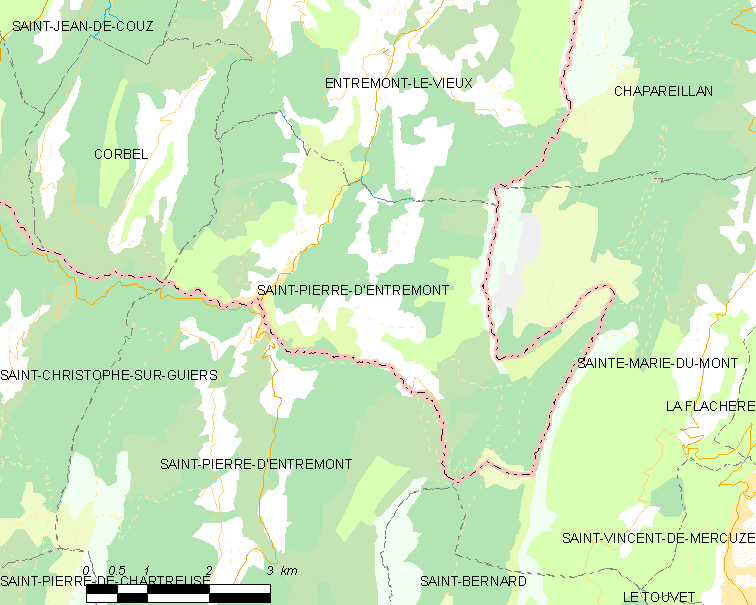
的OSM定位图

圣皮埃尔当特勒蒙的时区为UTC+01:00、UTC+02:00（夏令时）。

## 行政
圣皮埃尔当特勒蒙的邮政编码为73670，INSEE市镇编码为73274。

## 政治
圣皮埃尔当特勒蒙所属的省级选区为勒蓬德博瓦桑县。

## 人口

1962-2008年间人口变化图示

圣皮埃尔当特勒蒙于2022年1月1日时的人口数量为404人。